# Graciela Ferrer Matvieychuc
Graciela Noemí Ferrer Matvieychuc (Mar del Plata, 22 de març de 1973) és una economista i política valenciana, diputada a les Corts Valencianes en la IX legislatura.

## Biografia
El 1998 es llicencià en Ciències Econòmiques i Empresarials en la Universitat d'Estiu de Gandia. També té màster en Economia Ecològica i Gestió Ambiental per la Universitat Autònoma de Barcelona i en Gestió Fluvial Sostenible i Gestió Integrada d'Aigües Superficials i Subterrànies per la Universitat de Saragossa. Des de 2006 és professora associada al Departament d'Economia Aplicada de la Universitat d'Estiu de Gandia i És professora d'Economia dels Recursos Naturals de la Universitat de València.
Entre 1999 i 2014 treballat en diversos projectes d'investigació sobre producció i política de l'aigua dels projectes europeus Sphere-Cleantool i Aquanet, i els espanyols PART-DMA i Scarce. D'aleshores ençà s'ha vinculat als moviments ecologistes que defensen els sistemes aqüífers, principalment l'Albufera i el riu Xúquer, fent xerrades i conferències, i elaborant documents tècnics i de posició sobre gestió i política de l'aigua per a ONGs de caràcter ecologista. Des de 2004 és vinculada a Xúquer Viu i des de 2012 a la Fundació Nova Cultura de l'Aigua i a la Xarxa per una Nova Cultura de l'Aigua de la Conca del Xúquer.
Entre gener de 2014 i maig de 2015 ha representat els interessos ambientals al Consell de l'Aigua de la Demarcació Hidrogràfica del Xúquer. Fou escollida diputada per la Coalició Compromís a les eleccions a les Corts Valencianes de 2015. És secretària de la Comissió d'Economia, Pressupostos i Hisenda de les Corts Valencianes.